# Filip Malbašić
Filip Malbašić (in serbo Филип Малбашић?; Belgrado, 18 novembre 1992) è un calciatore serbo, attaccante dell'IMT Belgrado.